# الأستاذ (فلم 2012)
الأستاذ هو فيلمٌ تونسيٌ أُنتج عام 2012.

## قصة الفيلم
في فترة السبعينيات، أيام حكم الرئيس التونسي الحبيب بورقيبة، تنشأ قصة حب بين أستاذ جامعي وطالبته. تُسجن الطالبة بسبب مواقفها السياسية المعارضة للسلطة، فيحاول الأستاذ الدفاع عن حبيبته معرضاً مسيرته المهنية للخطر.

## مصدر
صفحة الفيلم على قاعدة بيانات الأفلام العربية.

## وصلات خارجية
- مقالات تستعمل روابط فنية بلا صلة مع ويكي بيانات
- الأستاذ على موقع كاروهات